# Slag om Trocadero
In de Slag om Trocadero nam het Franse leger onder Lodewijk Anton van Bourbon, de hertog van Angoulême, op 31 augustus 1823 het fort op het eiland Trocadero voor de Spaanse stad Cádiz in en drukte daarmee de Spaanse revolutie de kop in.

## Verloop
Na de gevangenneming van koning Ferdinand VII van Spanje door rebellen besloten eind 1822 de Europese mogendheden van de Heilige Alliantie tijdens het Congres van Verona dat Frankrijk zich zou belasten met het neerslaan van de burgerlijke revolutie in Spanje. 
De revolutionaire milities onder leiding van Rafael del Riego (1785-1823) werden tijdens de Franse invasie verdreven uit San Sebastián en Madrid en tot Cádiz teruggedrongen, waar de Cortes zetelden en Ferdinand VII gevangen werd gehouden. 

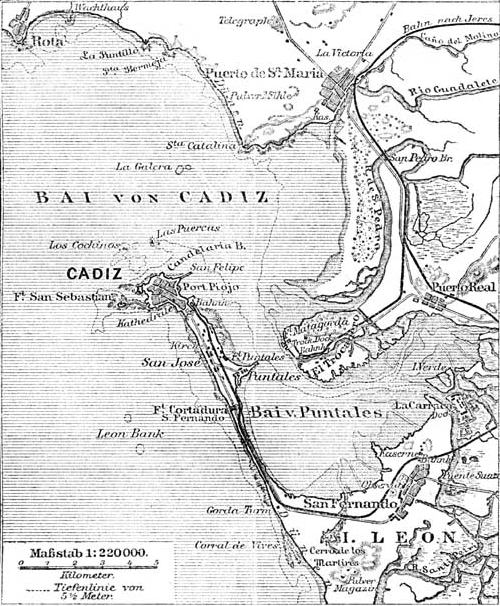
Situering van de slag

De rebellen hadden zich teruggetrokken op het fort van Trocadero op het gelijknamige eiland "Isla del Trocadero", dat de toegang tot de stad beheerste. Op 31 augustus 1823 ondernamen de Fransen een verrassingsaanval met de bajonet vanaf zee, gebruikmakend van het lage tij, en namen het fort en het nabij gelegen dorp Trocadero in. Er werden 1700 vijandelijke soldaten gevangen gemaakt.  
Cádiz zelf hield nog drie weken van beleg vol, maar moest zich op 23 september 1823 overgeven en koning Ferdinand werd aan de Fransen overgedragen. Hoewel er amnestie was toegezegd, beval de koning represaillemaatregelen tegen de rebellen. In de daaropvolgende jaren werden naar schatting 30.000 mensen ter dood gebracht en 20.000 gevangengezet en gemarteld.

## Zegetocht in Parijs
De val van Trocadero werd in Parijs groots gevierd en later herdacht met de Place du Trocadéro, waarnaar weer het metrostation Trocadéro is genoemd; voor de Wereldtentoonstelling van 1878 werd een Palais du Trocadéro gebouwd, dat in 1937 werd gesloopt voor de bouw van het Palais de Chaillot, eveneens voor een Wereldtentoonstelling. Dit paleis wordt in de volksmond soms nog "Trocadéro" genoemd. Verder zijn er nog de paleistuinen aldaar, de Jardins du Trocadéro.